# Centroda

Centrodas fija (base) y móvil (ruleta) de un mecanismo de cuatro articulaciones

Una centroda, en cinemática, es el lugar geométrico descrito por el centro instantáneo de rotación de una figura plana rígida que se mueve en un plano. Hay dos tipos de centrodas: una centroda del espacio definida en un plano fijo, denominada base, y una centroda ligada al cuerpo en movimiento, denominada ruleta.

## Base y ruleta

Animación de un mecanismo de cuatro articulaciones:
Rojo: Vectores de velocidad;
Punto amarillo: Localización del centro instantáneo de rotación;
Azul: Base de la barra central;
Verde: Ruleta de la barra central

Para un cuerpo rígido, el centro instantáneo de rotación es el punto asociado al movimiento del objeto cuya velocidad es nula, convirtiéndose así en el centro de una rotación pura, coincidente con el movimiento que describe el objeto en ese instante dado. Este centro o polo de rotación instantáneo varía de posición en función del tiempo, de acuerdo con el movimiento del objeto, describiendo sus sucesivas posiciones una trayectoria curvilínea. Dadas estas condiciones, 
- Se denomina base a la curva que describen los sucesivos centros instantáneos de rotación, referidos a un sistema de referencia en reposo.

- Y se denomina ruleta al mismo conjunto de puntos, pero representados en un sistema de referencia móvil asociado al cuerpo en movimiento (véase la imagen adjunta).

Una de sus principales características, dada la forma en la que están definidas ambas curvas, es que las distintas posiciones de la ruleta "ruedan" suavemente sobre la base sin deslizar. En consecuencia, el estudio de bases y ruletas es interesante en múltiples campos, tales como la cinemática de vehículos, la tecnología de los mecanismos de transmisión, la robótica y el diseño de prótesis.

## Ecuaciones de labaseen el espacio tridimensional
Se parte de un sistema de coordenadas cartesianas con direcciones x, y, y z y con una base de vectores unitarios ortonormales asociada {\displaystyle {\vec {e}}_{x,y,z}}. La traslación del cuerpo rígido tiene lugar paralelamente al plano x-y, y la rotación alrededor del eje z. La traslación y el giro, dependientes del tiempo, se especifican respecto a un punto de referencia cualquiera {\displaystyle {\vec {s}}}, que habitualmente se hace coincidir con el centro de gravedad del cuerpo rígido. La rotación tiene lugar alrededor del eje z con la velocidad de rotación ω. La velocidad de una partícula ubicada en un lugar {\displaystyle {\vec {x}}} que está en movimiento como parte del cuerpo rígido, se define de acuerdo con la ecuación
{\displaystyle {\vec {v}}({\vec {x}},t)={\dot {\vec {s}}}(t)+\omega (t){\vec {e}}_{z}\times {\bigl (}{\vec {x}}-{\vec {s}}(t){\bigr )}}
El símbolo "×" representa un producto vectorial, y {\displaystyle {\dot {\vec {s}}}} es la velocidad del punto de referencia. El polo de rotación instantánea es un punto del espacio {\displaystyle {\vec {m}}(t)} alrededor del que el campo de velocidad queda asimilado a una rotación pura:
{\displaystyle {\vec {v}}({\vec {x}},t)={\dot {\vec {s}}}(t)+\omega (t){\vec {e}}_{z}\times {\bigl (}{\vec {x}}-{\vec {s}}(t){\bigr )}{\stackrel {\displaystyle !}{=}}\omega (t){\vec {e}}_{z}\times {\bigl (}{\vec {x}}-{\vec {m}}(t){\bigr )}}
Con este punto, todos los puntos en la línea {\displaystyle {\vec {m}}+\lambda {\vec {e}}_{z}} también son polos instantáneos, razón por la que la componente z del polo instantáneo es indefinida. Siendo {\displaystyle {\vec {m}}} el polo instantáneo, tiene la misma componente z que el punto de referencia, y por lo tanto: {\displaystyle {\vec {e}}_{z}\cdot ({\vec {m}}-{\vec {s}})=0}. Si la velocidad de rotación desaparece, la velocidad de {\displaystyle {\vec {v}}({\vec {x}},t)={\dot {\vec {s}}}(t)} no depende de la ubicación y, por lo tanto, el desplazamiento correspondiente es uniforme. La ecuación
{\displaystyle {\vec {v}}({\vec {x}},t)={\dot {\vec {s}}}(t)={\vec {0}}\times {\bigl (}{\vec {x}}-{\vec {m}}(t){\bigr )}={\vec {0}}}
se convierte en indefinida, y por lo tanto, el polo instantáneo de rotación no se puede determinar.
A continuación, suponiendo que {\displaystyle \omega \neq 0}, se calcula el producto vectorial del vector unitario del eje de rotación por el vector velocidad en el polo de rotación:
{\displaystyle {\vec {e}}_{z}\times {\vec {v}}({\vec {m}},t)={\vec {e}}_{z}\times {\dot {\vec {s}}}(t)+{\vec {e}}_{z}\times [\omega (t){\vec {e}}_{z}\times ({\vec {m}}(t)-{\vec {s}}(t))]={\vec {e}}_{z}\times {\dot {\vec {s}}}(t)-\omega (t)({\vec {m}}(t)-{\vec {s}}(t))={\vec {0}}}
Debido a que la velocidad de rotación no es cero, es posible determinar la posición del polo de rotación instantánea:
{\displaystyle {\vec {m}}(t)={\vec {s}}(t)+{\dfrac {1}{\omega (t)}}{\vec {e}}_{z}\times {\dot {\vec {s}}}(t)\quad \rightarrow \quad {\vec {s}}(t)-{\vec {m}}(t)={\dfrac {1}{\omega (t)}}{\dot {\vec {s}}}(t)\times {\vec {e}}_{z}}
La fórmula de la izquierda representa la trayectoria del polo de rotación, parametrizada con respecto al tiempo t. Los vectores {\displaystyle {\vec {e}}_{z},\,{\vec {s}}-{\vec {m}},\,{\dot {\vec {s}}}} forman, como muestra la fórmula de la derecha, un sistema ortogonal. Se confirma que el polo instantáneo depende solo de los parámetros del movimiento {\displaystyle \{{\vec {s}}(t),{\dot {\vec {s}}}(t),\omega (t)\}} y no de las coordenadas espaciales, y que por lo tanto, es en sí mismo una característica propia del movimiento, independiente de la ubicación de la referencia elegida. Debido a que se puede elegir cualquier punto como punto de referencia, esta fórmula es general, lo que se verifica utilizando {\displaystyle {\dot {\vec {s}}}(t)={\vec {v}}({\vec {x}},t)-\omega (t){\vec {e}}_{z}\times {\bigl (}{\vec {x}}-{\vec {s}}(t){\bigr )}}:
{\displaystyle {\vec {m}}(t)={\vec {x}}+{\dfrac {1}{\omega (t)}}{\vec {e}}_{z}\times {\vec {v}}({\vec {x}},t)\quad \rightarrow \quad {\vec {x}}-{\vec {m}}(t)={\dfrac {1}{\omega (t)}}{\vec {v}}({\vec {x}},t)\times {\vec {e}}_{z}}
En lugar del punto de referencia y su velocidad, esta última fórmula está referida a un punto cualquiera en el espacio y a su velocidad (las componentes x-y de esta ecuación ya se definieron anteriormente). Para cada punto en el espacio, el eje de rotación {\displaystyle {\vec {e}}_{z}}, el vector de distancia al polo instantáneo {\displaystyle {\vec {x}}-{\vec {m}}} y su velocidad {\displaystyle {\vec {v}}} forman un sistema ortogonal de vectores.

## Ecuaciones en el plano real
La base es una única curva estática, cuya configuración depende exclusivamente de las ecuaciones del movimiento del objeto, que en cada momento se puede asimilar a una rotación pura con respecto al centro de giro instantáneo. La base es precisamente el lugar geométrico de las sucesivas posiciones de este polo instantáneo de rotación sobre un plano en reposo:
{\displaystyle x_{M}=x_{A}-{\frac {v_{Ay}}{\omega }}}
{\displaystyle y_{M}=y_{A}+{\frac {v_{Ax}}{\omega }}}
donde el subíndice "M" hace referencia al polo instantáneo; "A" a cualquier punto del cuerpo; (x, y) son las coordenadas en el plano en reposo; (vx , vy) la velocidad del punto "A" proyectada según las direcciones x e y; y ω es la velocidad angular respecto al eje z.
La ruleta, sin embargo, está ligada a un sistema de referencia móvil vinculado al desplazamiento del objeto, y por lo tanto, se asocia a una familia de curvas consecutivas, determinadas en sucesivos momentos por el movimiento en el plano x-y del objeto (asimilable en cada instante a una rotación pura con respecto a un eje z). Las coordenadas del lugar geométrico descrito por las posiciones relativas con respecto al objeto de los sucesivos centros instantáneos de rotación, toman la siguiente forma para un instante t dado:
{\displaystyle {\begin{array}{rcl}x_{M}&=&{\frac {1}{\omega (t)}}[\sin(\varphi (t)){\dot {s}}_{x}(t)-\cos(\varphi (t)){\dot {s}}_{y}(t)]\\y_{M}&=&{\frac {1}{\omega (t)}}[\cos(\varphi (t)){\dot {s}}_{x}(t)+\sin(\varphi (t)){\dot {s}}_{y}(t)]\end{array}}}
donde el subíndice "M" hace referencia al polo instantáneo; (x, y) son las coordenadas en el plano; {\displaystyle ({\dot {s}}_{x},{\dot {s}}_{y})} son las velocidades en las direcciones x e y del punto tomado como referencia del sólido rígido; y {\displaystyle \varphi } es el ángulo de rotación cuya derivada con respecto al tiempo es la velocidad angular ω respecto al eje z.
Si ω = 0, entonces se produce una traslación, y el polo instantáneo y su punto asociado en la trayectoria del cuerpo no están definidos.

## Ecuaciones en el plano complejo

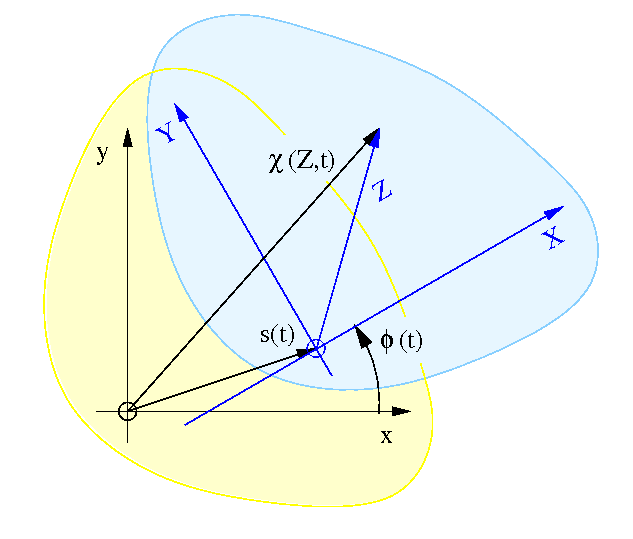
Plano en reposo (amarillo) con coordenadas absolutas (negro); y plano móvil (cian) con coordenadas locales (azul)

Cuando el desplazamiento de un cuerpo se verifica en un plano, es posible modelarlo como un movimiento en el plano numérico complejo. Como en el caso anterior, se definen:
- Un plano estacionario o fijo (representado en la figura adjunta por el color amarillo y su sistema de coordenadas en color negro), que representa el espacio que percibe un observador externo en reposo, donde se representa el lugar geométrico descrito por el centro instantáneo a medida que se desplaza el objeto, la base de su movimiento.
- Un plano móvil (representado en la figura adjunta por el color azul claro y su sistema de coordenadas en color azul), ligado al sólido rígido y sobre el que se representan las posiciones relativas del centro instáneo de rotación, la ruleta. Todas las partículas del cuerpo rígido se mueven solidariamente con el plano móvil.

Ecuaciones del movimiento
Basándose en la concepción espacial euleriana y en el enfoque lagrangiano, las coordenadas en el plano fijo de referencia se denominan "espaciales", y se designan utilizando letras minúsculas; mientras que las coordenadas del plano móvil se denominan "materiales", y se designan con letras mayúsculas (véase la imagen adjunta).
Cada punto del plano complejo corresponde a un número complejo. La traslación de un punto se modela con la adición de otro número y la rotación alrededor del origen mediante producto complejo {\displaystyle e^{\mathrm {i} \varphi }}, donde {\displaystyle \varphi } es el ángulo de rotación, {\displaystyle e} es el número e, e {\displaystyle i} el número imaginario.
La ecuación del movimiento en función del tiempo se denota como {\displaystyle \chi (Z,t)}, siendo {\displaystyle {\dot {\chi }}(Z,t)} la velocidad en cada instante de una partícula {\displaystyle Z}.
Base
Las ecuaciones de la base en el plano fijo de coordenadas {\displaystyle (x,y)}, toman la forma siguiente: 
{\displaystyle \chi (Z,t)=s(t)+e^{\mathrm {i} \varphi (t)}Z=z\quad \rightarrow \quad {\dot {\chi }}(Z,t)={\dot {s}}(t)+\mathrm {i} \omega (t)e^{\mathrm {i} \varphi (t)}Z}
donde {\displaystyle s(t)} denota el punto en el que se encuentra el origen del sistema de coordenadas móvil. La velocidad de rotación {\displaystyle \omega } se deduce de la derivada respecto al tiempo del ángulo de rotación: {\displaystyle \omega ={\dot {\varphi }}}. La sustitución del punto material {\displaystyle Z=e^{-\mathrm {i} \varphi (t)}(z-s(t))} por su imagen espacial {\displaystyle z} proporciona el campo de velocidad espacial en el plano fijo:
{\displaystyle v(z,t):={\dot {s}}(t)+\mathrm {i} \omega (t)e^{\mathrm {i} \varphi (t)}e^{-\mathrm {i} \varphi (t)}(z-s(t))={\dot {s}}(t)+\mathrm {i} \omega (t)(z-s(t)).}
En el polo instantáneo {\displaystyle m(t)}, la velocidad se anula:
{\displaystyle v(m(t),t)={\dot {s}}(t)+\mathrm {i} \omega (t)(m(t)-s(t)){\stackrel {\displaystyle !}{=}}0\quad \rightarrow \quad m(t)=s(t)+{\frac {\mathrm {i} }{\omega (t)}}{\dot {s}}(t)}
Para la determinación del polo instantáneo {\displaystyle m(t)}, se tiene que {\displaystyle {\dot {s}}(t)=v(z,t)-\mathrm {i} \omega (t)(z-s(t))}, que puede usarse para obtener el resultado:
{\displaystyle m(t)=z+{\frac {\mathrm {i} }{\omega (t)}}v(z,t)\quad \leftrightarrow \quad v(z,t)=e^{\mathrm {i} {\frac {\pi }{2}}}\omega (t)(z-m(t))}
La fórmula de la izquierda describe la trayectoria del polo de rotación en el plano fijo, cuyas partes real e imaginaria se han descrito anteriormente. La fórmula de la derecha muestra que la velocidad de una partícula es el producto de {\displaystyle \omega } por la distancia desde el polo instantáneo a la partícula, y que su orientación se corresponde con la del vector que une los dos puntos anteriores girado 90° en sentido antihorario.
Ruleta
Las ecuaciones de la ruleta en el plano móvil de coordenadas {\displaystyle (X,Y)}, toman la forma siguiente:
{\displaystyle \chi (Z,t)=s(t)+e^{\mathrm {i} \varphi (t)}Z\quad \rightarrow \quad {\dot {\chi }}(Z,t)={\dot {s}}(t)+\mathrm {i} \omega (t)e^{\mathrm {i} \varphi (t)}Z}
El punto {\displaystyle s(t)} denota un punto de referencia móvil en el que se encuentra el origen del sistema de coordenadas móvil. La velocidad de rotación ω se deduce de la derivada respecto al tiempo del ángulo de rotación: {\displaystyle \omega ={\dot {\varphi }}}. El polo instantáneo no tiene velocidad en el plano estacionario, de modo que
{\displaystyle {\dot {s}}(t)+\mathrm {i} \omega (t)e^{\mathrm {i} \varphi (t)}M(t)=0\quad \rightarrow \quad M(t)=\mathrm {i} {\frac {e^{-\mathrm {i} \varphi (t)}}{\omega (t)}}{\dot {s}}(t)}
Esta última fórmula se corresponde con la localización del polo de rotación, describiendo la ruleta.

## Rodadura de laruletasobre labase
Durante el movimiento del cuerpo rígido, la ruleta se desplaza rodando sin deslizamiento sobre la base. Ambas curvas están parametrizadas con respecto al tiempo t, por lo que la especificación de este parámetro en las fórmulas siguientes se omite para una mayor claridad. La velocidad del cambio de posición del polo en la trayectoria del plano fijo sobre la base, se expresa como {\displaystyle m=s+{\frac {\mathrm {i} }{\omega }}{\dot {s}}}:
{\displaystyle {\dot {m}}={\dot {s}}-{\frac {\mathrm {i} }{\omega ^{2}}}{\dot {\omega }}{\dot {s}}+{\frac {\mathrm {i} }{\omega }}{\ddot {s}}\,.}
La velocidad del desplazamiento del polo {\displaystyle {\dot {M}}} sobre la ruleta se transmite al plano fijo con la función del movimiento {\displaystyle \chi (M,t)=s+Me^{\mathrm {i} \varphi }}:
{\displaystyle {\begin{array}{rcl}{\dfrac {\mathrm {d} }{\mathrm {d} t}}\chi (M(t),t)&=&{\dfrac {\partial }{\partial M}}\chi (M,t){\dot {M}}+\overbrace {{\dfrac {\partial }{\partial t}}\chi (M,t)} ^{=v|_{M=const}=0}={\dot {M}}e^{\mathrm {i} \varphi }\\[2ex]&=&{\frac {\mathrm {d} }{\mathrm {d} t}}\left(\mathrm {i} {\frac {e^{-\mathrm {i} \varphi }}{\omega }}{\dot {s}}\right)e^{\mathrm {i} \varphi }=\left(\mathrm {i} (-\mathrm {i} \omega ){\frac {e^{-\mathrm {i} \varphi }}{\omega }}{\dot {s}}-\mathrm {i} {\frac {e^{-\mathrm {i} \varphi }}{\omega ^{2}}}{\dot {\omega }}{\dot {s}}+\mathrm {i} {\frac {e^{-\mathrm {i} \varphi }}{\omega }}{\ddot {s}}\right)e^{\mathrm {i} \varphi }={\dot {m}}\end{array}}}
Por lo tanto, la velocidad de desplazamiento del polo es coincidente (tanto en magnitud como en sentido) en la base situada sobre el plano estacionario y en la ruleta, razón por la cual las dos curvas giran apoyadas suavemente entre sí sin deslizamiento.

## Ejemplo
ENUNCIADO:

Base y ruleta de una corredera desplazándose sobre dos barras en ángulo recto

Calcular la base y la ruleta  de una corredera de longitud 2r que se desliza sobre dos barras perpendiculares, y cuyo centro se mueve con velocidad angular uniforme Ω en una trayectoria circular de radio R alrededor del origen:
SOLUCIÓN:

La posición del centro de la corredera en función del tiempo {\displaystyle {\vec {s}}(t)}, viene dada por:
{\displaystyle {\vec {s}}(t)=R\cos(\Omega t){\vec {e}}_{x}+R\sin(\Omega t){\vec {e}}_{y}}
La corredera gira a la misma velocidad angular (pero de sentido contrario) ω = -Ω alrededor de su centro. Para un punto de la corredera a una distancia r del centro, su posición resulta ser:
{\displaystyle {\vec {x}}(r,t)=R\cos(\Omega t){\vec {e}}_{x}+R\sin(\Omega t){\vec {e}}_{y}+r\cos(-\Omega t){\vec {e}}_{x}+r\sin(-\Omega t){\vec {e}}_{y}=(R+r)\cos(\Omega t){\vec {e}}_{x}+(R-r)\sin(\Omega t){\vec {e}}_{y}}
Derivando respecto al tiempo se obtiene la velocidad:
{\displaystyle {\vec {v}}(r,t)=-\Omega (R+r)\sin(\Omega t){\vec {e}}_{x}+\Omega (R-r)\cos(\Omega t){\vec {e}}_{y}}
Las fórmulas dadas anteriormente proporcionan la ruta del polo en el plano fijo:
{\displaystyle {\begin{array}{rcl}x_{M}&=&x_{A}-{\frac {v_{Ay}}{\omega }}=(R+r)\cos(\Omega t)-{\frac {\Omega (R-r)\cos(\Omega t)}{-\Omega }}=2R\cos(\Omega t)\\y_{M}&=&y_{A}+{\frac {v_{Ax}}{\omega }}=(R-r)\sin(\Omega t)+{\frac {-\Omega (R+r)\sin(\Omega t)}{-\Omega }}=2R\sin(\Omega t)\end{array}}}
Independientemente de la longitud de la corredera, la circunferencia cuyo radio es el doble del radio de la trayectoria circular del punto de referencia, describe la base del movimiento. En la imagen adyacente, la corredera se dibuja en negrita y tiene la longitud r = R.
En el plano complejo, el punto de referencia es {\displaystyle s=Re^{\mathrm {i} \Omega t}}, y el punto de la corredera que coincide con el punto de referencia se modela aplicándole un giro con la velocidad angular contraria ω = -Ω:
{\displaystyle {\begin{array}{rcl}\chi (Z,t)&=&Re^{\mathrm {i} \Omega t}+e^{-\mathrm {i} \Omega t}Z=z\quad \rightarrow \quad Z=e^{\mathrm {i} \Omega t}(z-Re^{\mathrm {i} \Omega t})\\{\dot {\chi }}(Z,t)&=&\mathrm {i} \Omega Re^{\mathrm {i} \Omega t}-\mathrm {i} \Omega e^{-\mathrm {i} \Omega t}Z=\mathrm {i} \Omega Re^{\mathrm {i} \Omega t}-\mathrm {i} \Omega e^{-\mathrm {i} \Omega t}e^{\mathrm {i} \Omega t}(z-Re^{\mathrm {i} \Omega t})=:v(z,t)\\\rightarrow v(z,t)&=&\mathrm {i} \Omega (2Re^{\mathrm {i} \Omega t}-z)\,,\end{array}}}
porque la partícula Z también debe tener velocidad nula respecto al plano móvil. A partir de este campo de velocidad espacial, se calcula la posición instantánea:
{\displaystyle {\begin{array}{rcl}v(m(t),t)&=&\mathrm {i} \Omega (2Re^{\mathrm {i} \Omega t}-m(t))=0\quad \rightarrow \quad m(t)=2Re^{\mathrm {i} \Omega t}\end{array}}}
Utilizando directamente la fórmula deducida anteriormente para la base, se obtiene el mismo resultado:
{\displaystyle m(t)=z+{\frac {\mathrm {i} }{\omega (t)}}v(z,t)=z+{\frac {\mathrm {i} }{-\Omega }}\mathrm {i} \Omega (2Re^{\mathrm {i} \Omega t}-z)=2Re^{\mathrm {i} \Omega t}}
Nuevamente, se obtiene para la base una ruta circular con el doble de radio que la ruta circular del punto de referencia de la corredera.
Para calcular la ruleta del sistema dado a la derecha (color verde), se considera que el centro S de la corredera transversal se mueve con la velocidad angular constante Ω en la trayectoria circular no dibujada de radio R alrededor del origen. En el plano numérico complejo, el punto de referencia es {\displaystyle s=Re^{\mathrm {i} \Omega t}}, y el punto de referencia de la corredera gira a la velocidad angular opuesta ω = -Ω. Esto se traduce en que para el polo instantáneo:
{\displaystyle M={\frac {\mathrm {i} e^{-\mathrm {i} \varphi (t)}}{\omega (t)}}{\dot {s}}(t)={\frac {\mathrm {i} e^{-\mathrm {i} (-\Omega t)}}{-\Omega }}\mathrm {i} \Omega Re^{\mathrm {i} \Omega t}=Re^{2\mathrm {i} \Omega t}}
En el caso de la animación, el radio de la circunferencia de color verde (la ruleta) es igual a la mitad de la longitud de la barra de color negro, y por lo tanto, igual al radio de la trayectoria circular del punto S. El radio de la circunferencia de color azul (la base) es igual al doble del radio de la ruleta y, por lo tanto, idéntico a la longitud de la corredera de color negro.

## Representación punto a punto

Determinación de la ruleta de un mecanismo giratorio de cuatro barras

Hoy en día, los sistemas CAD se utilizan ampliamente para simular sistemas sólidos rígidos, lo que permite abordar la representación y el cálculo informatizado punto a punto de bases y ruletas. Estos sistemas permiten una relativamente sencilla modelización del método de cálculo de la secuencia de dibujo con poco conocimiento matemático, y al mismo tiempo, permite al usuario verificar fácilmente los resultados obtenidos.
Como se puede ver en la imagen del brazo oscilante, el polo instantáneo siempre se encuentra en la perpendicular al vector de velocidad de una partícula del cuerpo rígido y, por lo tanto, en la normal a la trayectoria de la partícula. Por lo tanto, el polo se encuentra en la intersección de las normales a las órbitas de dos partículas cualesquiera (sus radios instantáneos). La ruleta resulta de conectar los polos instantáneos y representarlos en coordenadas locales ligadas al cuerpo en movimiento.
En la animación  adyacente, los puntos de la ruleta (ligada a la barra negra) pueden determinarse fácilmente, ya que las trayectorias de las uniones del mecanismo describen arcos circulares con respecto a las dos articulaciones en reposo situadas en el centro, por lo tanto, las direcciones normales (radios de giro instantáneos) coinciden las de las barras de color gris. Lógicamente, la longitud de los radios de giro (coincidente con la de las dos barras con un extremo fijo) permanece constante. En los mecanismos articulados de cuatro barras, los polos instantáneos están por lo tanto siempre en la intersección de las dos barras extremas (color gris) o en la intersección de sus extensiones (color violeta).